# Prosevania verrucosa
Prosevania verrucosa är en stekelart som först beskrevs av August Schletterer 1889.  Prosevania verrucosa ingår i släktet Prosevania och familjen hungersteklar. Inga underarter finns listade i Catalogue of Life.